# Microsferuul
Een microsferuul is een microscopisch klein bolletje glas, gevormd door een meteorietinslag. Daarbij wordt vloeibaar gesteente de lucht in geslingerd. Door het grote temperatuurverschil met de lucht stollen kleine druppeltjes zeer snel, waardoor het atomen aan tijd ontbreekt een kristalrooster aan te nemen en er glas ontstaat. De aerodynamische krachten zorgen ervoor dat de druppeltjes rond of druppelvormig zijn.
Wanneer zich in de omgeving van een krater microsferulen bevinden, is het aannemelijk dat de krater niet door vulkanisme maar door een inslag gevormd werd. Als microsferulen zich in gesteentelagen bevinden, worden ze als bewijs gezien dat er ten tijde van de vorming van de laag een meteorietinslag was.